# Juha Väätäinen
Juha Väätäinen (* 12. července 1941, Oulu) je bývalý finský atlet, běžec na dlouhé tratě, mistr Evropy v bězích na 5 000 i 10 000 metrů z roku 1971.

## Sportovní kariéra
Začínal jako běžec na 400 metrů překážek, později se dvakrát stal mistrem Finska v běhu na 800 metrů, nakonec se přeorientoval na dlouhé tratě. Nejúspěšnější sezónou se pro něj stal rok 1971. Na evropském šampionátu v Helsinkách zvítězil v závodě na 10 000 metrů v svém nejlepším výkonu 27:53,36. O čtyři dny později zvítězil také v běhu na 5 000 metrů. Na olympiádě v Mnichově v roce 1972 startoval kvůli zranění pouze v závodě na 5 000 metrů, ve kterém skončil třináctý. Tři dny po závodě vytvořil svůj osobní rekord na této trati časem 13:28,4.
Po skončení závodní kariéry pracoval jako novinář, trenér či konzultant. Byl rovněž trenérem finských chodců. V roce 2007 kandidoval do finského parlamentu (neúspěšně), v roce 2011 se stal poslancem za stranu Praví Finové.